# Anomobryum semireticulatum
Anomobryum semireticulatum är en bladmossart som beskrevs av Brotherus 1903. Anomobryum semireticulatum ingår i släktet Anomobryum och familjen Bryaceae. Inga underarter finns listade i Catalogue of Life.